# Franco Varrella
Franco Varrella (ur. 25 stycznia 1953 w Rimini) – włoski menedżer piłkarski i były zawodnik. Były selekcjoner reprezentacji San Marino.
Varrella urodził się w Rimini w 1953 roku. Jego krótka kariera polegała na spędzeniu czasu w Juventusie na poziomie młodzieżowym, zanim skończył w Rimini.
Został mianowany selekcjonerem reprezentacji San Marino w styczniu 2018 roku. W listopadzie 2021 roku sanmaryńska federacja piłkarska poinformowała o zwolnieniu Franco Varrelli z funkcji selekcjonera. Powodem były słabe wyniki w eliminacjach MŚ 2022.

## Statystyki trenerskie
Poprowadził reprezentację San Marino w 36 meczach.  Ani razu reprezentacja pod jego wodzą nie wygrała, dwa razy udało się zremisować (z Liechtensteinem i Gibraltarem) i 34 razy przegrać.